# جيم هارينجتون
جيم هارينجتون (بالإنجليزية: Jim Harrington)‏ هو مقدم برامج إذاعية أمريكي، ولد في 20 أبريل 1948.